# Los demonios del Edén
Los demonios del Edén. El poder que protege a la pornografía infantil és un llibre publicat en 2004 per la periodista mexicana Lydia Cacho que tracta el problema de la pornografia i la prostitució infantil. Cacho investiga, revela testimoniatges i dona noms d'alguns responsables, d'encimbellats promotors i poderosos protectors d'una gran xarxa de corrupció i explotació infantil que es troben tant dins de la indústria com de la política de Mèxic.
Aquest problema, d'actualitat a Mèxic i bona part del món, és estudiat i analitzat per la periodista. Surten a relluir els noms d'un milionari hoteler amb poderosos interessos a Cancun, Jean Succar Kuri, de 60 anys, que es trobava detingut aquests dies a Chandler, Arizona per agents de l'U.S. Marshall en compliment d'una ordre de detenció generada per la Procuradoria General de la República (PGR). De la mateixa manera, apareixen noms d'amistats i protectors de Kuri, amistats tan efectives que aparentment van aconseguir motivar al governador de Puebla, Mario Marín perquè actués i que, amb prestesa singular mogués els fils en el poder judicial per virtualment segrestar, assetjar i amenaçar a la periodista.

## Antecedents del Llibre
En 2003, Cacho va escriure articles sobre l'abús sexual de menors per al periòdic Por Esto, incloent una nota sobre una nena abusada per l'amo d'un hotel local, l'empresari méxico-libanès Jean Succar Kuri.

En la seva recerca troba una xarxa de prostitució i pornografia infantil a l'estat de Quintana Roo i una xarxa de corrupció que protegia l'abús sexual de menors a Cancun per part d'empresaris coneguts i funcionaris públics.

Cacho reuneix els testimoniatges de les víctimes, fotografies i documents oficials, fins i tot enregistraments de vídeo i veu per escriure la història d'aquestes xarxes.
Sentint que la policia local no havia actuat sobre la denúncia de la nena Cacho va publicar aquesta història al llibre Los demonios del Edén el 2005, esmentant els polítics Emilio Gamboa Patrón i Miguel Ángel Yunes Linares com a involucrats, i acusant Kamel Nacif Borge, un empresari de Puebla, de protegir Jean Succar Kuri.

## Successos
Jean Succar Kuri assegura de veu pròpia en el vídeo gravat que sempre ha tingut sexe amb nenes fins i tot de cinc anys d'edat. A Gloria, la seva esposa actual, la va conèixer a Acapulco quan tenia 15. Succar vivia dues setmanes del mes a Cancun des de fa 20 anys. La resta del temps viatjava a Los Angeles, Califòrnia, a Las Vegas, Nevada, a Hong Kong, i on els seus negocis el portessin per a portar amb si quantioses sumes de diners en efectiu.

## Jean Succar Kuri
Jean Thouma Hannah Succar Kuri va néixer a Becharré, Líban, el 19 de setembre de 1944. En la seva adolescència va viatjar a Mèxic i va arribar a Guanajuato a allotjar-se a casa dels seus oncles. En 1985 va arribar a Cancun.
Va començar amb una font de sodes a l'aeroport de Cancun i un parell de botigues de playeras barates per a turistes. Anys després era propietari de 50 viles i operador de l'Hotel Solymar. Tenia al seu nom tres botigues d'artesanies en l'aeroport de Cancun i fins avui és amo del restaurant central del mateix aeroport, concessió que va aconseguir per mitjà del seu amic Alejandro Góngora. Així mateix, és propietari d'un restaurant a Los Angeles i d'una mansió en aquesta mateixa ciutat estatunidenca. Des de mitjan 2004 va ser detingut a Chandler Arizona, a petició de la PGR i la Interpol; continua esperant judici d'extradició per a ser jutjat a Mèxic.
El 26 de març de 2005 el jutge federal Amado Chiñas, va denegar al mexicà-libanès Jean Succar Kuri l'empara sol·licitada pels seus advocats estatunidencs per a alliberar els seus comptes bancaris per més de 20 milions de dòlars i va ser finalment sentenciat en 2011 a 112 anys de presó pels delictes de pornografia infantil i corrupció de menors.
El rentat de diners, la pornografia infantil i la protecció política d'aquest personatge, qui va ser sentenciat finalment en 2011 a 112 anys de presó com així ho consideren els mitjans develan un secret fins fa poc temps molt ben guardat; un secret que inclou la protecció d'homes de poder i explica com sorgeix un grup de crim organitzat, sense que la societat s'assabenti fins que és massa tarda.
Segons declaracions del propi general Rafael Macedo de la Concha, la PGR investiga Succar Kuri per oferir a les seves nenes per via cibernètica per a tendir una xarxa de turisme sexual infantil.

## Represàlies
Lydia Cacho va ser acusada davant les autoritats de Puebla per l'empresari mexicà-libanès Kamel Nacif Borge pels delictes de difamació i calúmnia el 22 de juny de 2005 i detinguda per la policia judicial poblana que la va traslladar a Cancun, Quintana Roo el 16 de desembre de 2005, i portada via terrestre a la ciutat de Puebla per ordres de la jutgessa Rosa Celia Pérez González. Va romandre arrestada gairebé 30 hores, i fou alliberada després de pagar una fiança de $106,000 pesos (uns $8,800 dòlars estatunidencs).
El 17 de gener de 2006 l'escriptora és absolta del delicte de calúmnia després d'una apel·lació dels seus advocats davant el Tribunal Superior de Justícia de Puebla (TSJP), però continua subjecta a procés de difamació.

## L'autora
Lydia María Cacho Ribeiro (Ciutat de Mèxic, 12 d'abril de 1963) és Periodista, escriptora, feminista, conferenciant i activista dels drets humans.
Lydia Cacho ha rebut importants reconeixements en viatjar al voltant del món per investigar crims i desenvolupar eines socials que ofereixin solucions reals davant la complexitat dels problemes que desencadenen. En el transcurs d'aquests viatges, utilitza les seves habilitats com a autora, reportera internacional dels drets humans i la seva experiència en la fundació d'albergs per a dones i nens que són víctimes de violència i tràfic de persones. Lydia Cacho ha rebut reconeixements i guardons internacionals per la seva labor en realitzar acostaments per a ensenyar noves tècniques de com enfrontar l'esclavitud i el tràfic de persones a tot el món.